# Aleksandra Elbakjan
Aleksandra Asanovna Elbakjan (rusko Алекса́ндра Аса́новна Элбакя́н, armensko Ալեքսանդրա Էլբակյան,), kazahstanska računalniška programerka, * 6. november 1988, Almati, Kazaška SSR, Sovjetska zveza
Aleksandra Elbakjan je kazahstanska računalniška programerka. Ustanovila je spletno stran Sci-Hub, ki omogoča brezplačen dostop do znanstvenih člankov, tudi če so zaščiteni z avtorskimi pravicami. Glede na raziskavo, objavljeno leta 2018, Sci-Hub ponuja dostop do skoraj vse svetovne znanstvene literature.
Elbakjanovoso opisali kot »kraljico piratstva v znanosti«. Leta 2016 jo je revija Nature uvrstila na svoj seznam najpomembnejših oseb v znanosti. Od leta 2011 živi v Rusiji.

## Zgodnje življenje
Aleksandra Elbakjan se je rodila 6. novembra 1988 v Almatiju v takratni Kazaški sovjetski socialistični republiki (v ruščini Alma-Ata). Sama se opredeljuje kot večrasna, z armenskimi, slovanskimi in azijskimi koreninami. Vzgajala jo je mati samohranilka, ki je bila uspešna računalniška programerka.
Programirati je začela že pri 12 letih, izdelovala je spletne strani v jeziku HTML, nato pa se naučila še programskih jezikov PHP, Delphi in Assembly. Poskušala je celo ustvariti tamagočija, ki bi deloval z umetno inteligenco.
Svoj prvi hekerski podvig je izvedla pri 14 letih. Z uporabo SQL injection je pridobila dostop do vseh uporabniških imen in gesel svojega ponudnika internetnih storitev. Kasneje je odkrila še druge ranljivosti povezane s t.i. »cross-site scripting« napadi. Napake je prijavila podjetju v upanju, da bi jo zaposlili, vendar se to ni zgodilo – namesto tega ji je ponudnik odklopil dostop do interneta.
V svojem blogu je zapisala, da je pri 16 letih prvič vdrla v spletno stran založbe. Založba je bila MIT Press, ki je objavljala knjige s področja nevroznanosti, a so bile zaklenjene za plačljivim zidom. Ker si teh knjig ni mogla privoščiti, je napisala program v jeziku PHP, ki je izkoristil ranljivost na spletnem mestu in ji omogočil brezplačen prenos knjig.

## Študij
Leta 2009 je diplomirala iz računalništva na Kazahstanski nacionalni tehnični univerzi, kjer se je specializirala za informacijsko varnost. Med študijem je raziskovala možnost uporabe možganskih valov, izmerjenih z elektroencefalografijo (EEG) kot nadomestilo za gesla pri avtentikaciji. Pri pisanju diplomske naloge je naletela na problem plačljivih znanstvenih člankov, saj njena univerza ni imela dostopa do mnogih publikacij, ki jih je potrebovala.
Aleksandra se je začela zanimati za razvoj možgansko-računalniških vmesnikov in leta 2010 se je pridružila Univerzi v Freiburgu, kjer je delala na tem področju.. To ji je odprlo vrata do njene poletne prakse na področju nevroznanosti na Georgia Institute of Technology v ZDA. Istega leta je nastopila na konferenci Humanity+ Summit na Harvardu, kjer je govorila o »vmesnikih med možgani in računalniki, zavesti in globalnih možganih«. Njena ideja je bila razviti nov tip vmesnika možgani-stroj, ki bi združeval človeške in strojne zaznave (qualia). Sodelovala je tudi na konferenci Towards a Science of Consciousness v Tucsonu v Arizoni, kjer je predstavila plakat z naslovom »Zavest v mešanih sistemih: združevanje umetnih in bioloških umov prek vmesnika možgani-stroj«.
Med letoma 2012 in 2014 je obiskovala magistrski študij na Višji ekonomski šoli v Moskvi, a ga je opustila. V intervjuju leta 2016 je povedala, da je raziskave v nevroznanosti začasno opustila in se vpisala na magistrski program zgodovine znanosti na zasebni univerzi na nerazkriti lokaciji. Njena diplomska naloga bi se osredotočala na znanstveno komunikacijo.
Kasneje se je bolj posvetila verskim temam, leta 2019 je na Državni univerzi v Sankt Peterburgu diplomirala iz jezikoslovja na temo svetopisemskih jezikov.

## Sci-Hub
Po besedah Elbakjanove je Sci-Hub poenostavljena različica t. i. »globalnih možganov«, saj »povezuje možgane številnih raziskovalcev«.
Sci-Hub je razvila leta 2011, ko je še živela v Kazahstanu. Dopisnik revije Science John Bohannon, je projekt opisal kot »spoštovanje vzbujajoče dejanje altruizma ali ogromen zločinski podvig, odvisno od tega, koga vprašate.« Elbakjanova je pojasnila, da je bil program na začetku mišljen zgolj kot orodje za hiter in enostaven dostop do znanstvenih člankov, brez globalnega cilja, da bi bila vsa znanost brezplačna.
Ko je založnik znanstvenih revij Elsevier leta 2015 v ZDA tožil Sci-Hub, je Elbakjanova sodniku napisala pismo, v katerem je pojasnila svoje motive za začetek projekta: ni si mogla privoščiti, da bi plačala več sto znanstvenih člankov, ki jih je potrebovala za svoj raziskovalni projekt, zato jih je pridobila s »piratstvom«. Spletno stran je ustanovila, da bi pomagala tudi drugim raziskovalcem v podobnem položaju. V pismu je navedla več argumentov v prid svojemu cilju – med drugim je poudarila, da založba Elsevier ni avtor prispevkov in da avtorjem ne plačuje. Omenila je tudi, da je »splošno mnenje v znanstveni skupnosti, da je treba raziskovalne prispevke distribuirati brezplačno (odprt dostop), ne pa prodajati«.
Založba Elsevier je dobila sodno prepoved zoper delovanja Sci-Huba ter Elbakjanovi prisodilo 15 milijonov dolarjev odškodnine. Po sodnem postopku se je Elbakjanova umaknila iz javnosti zaradi nevarnosti izročitve. Poleg tega so proti njej in Sci-Hubu vložene tudi tožbe drugih založnikov in v drugih državah.
17. februarja 2023 je sodišče v Indiji zavrnilo zahtevo za zavrnitev blokade Sci-Huba, ki so jo vložili pravni zastopniki založnikov. Elbakjanovo na sodišču zastopajo pravniki, ki skušajo najti novo in inovativno pravno pot za obrambo Sci-Huba pred tožbami. Posebej omenjajo "ekonomski vidik", kar pomeni, da skušajo utemeljiti, da je dostop do znanstvenih člankov nujna gospodarska potreba. Poleg tega je preklicano. Domena Sci-Huba .SE, ki je bila v drugem sodnem postopki ukinjena, je bila ponovno aktivirana. Ponovno so jo aktivirali zato, ker so v ločenem sodnem postopku dokazali, da je domena zakonito v lasti Sci-Huba oz. Elbakjanove.

## Stališča
Elbakjanova je odločna zagovornica gibanja prostega dostopa. Po njenih besedah je Sci-Hub uresničitev načela prostega dostopa v znanosti. Prepričana je, da mora biti znanost odprta za vse in ne zaklenjena za plačilnimi zidovi.
Opisuje se kot predana piratka in meni, da zakon o avtorskih pravicah ovira prosto izmenjavo informacij ter brezplačno širjenje znanja po internetu. Leta 2018 je pozvala podpornike Sci-Huba, naj se pridružijo lokalnim Piratskim strankam, da bi skupaj dosegli spremembo zakonodaje o avtorskih pravicah.
Izjavila je, da jo navdihujejo komunistični ideali, in meni, da je skupna last idej ključna za znanstveni napredek. V svojem intervjuju za Vox leta 2016 je dejala: »Všeč mi je ideja komunizma in ideja, da mora biti znanje skupno in ne intelektualna lastnina, je zelo pomembna. To še posebej velja za informacije. Znanstveni članki se uporabljajo za komunikacijo v znanosti, in sama beseda 'komunikacija' pomeni skupno last.« Sklicevala se je na delo sociologa Roberta Mertona, ki je komunizem obravnaval kot del znanstvene etike. Po njenih besedah se Sci-Hub bori za komunizem v znanosti in proti trenutnemu stanju, kjer je znanje postalo zasebna last korporacij, saj je znanje last vseh.
Elbakjanova se nima za strogo marksistko. Želela se je pridružiti bodisi Komunistični partiji Ruske federacije bodisi Piratski stranki Rusije, vendar ji to ni bilo omogočeno, saj je članstvo v političnih strankah omejeno na tiste z ruskim državljanstvom.
Delovanje Sci-Huba utemeljuje z besedami, da omejen dostop do akademskega znanja krši 27. člen Splošne deklaracije človekovih pravic Združenih narodov, ki pravi, da ima »vsa pravico svobodno … sodelovati pri znanstvenem napredku in uživati njegove koristi«.
Izjavila je, da podpira močno državo, ki se lahko upre zahodnemu svetu, in da ne želi, da bi »znanstveniki iz Rusije ali njenega rodnega Kazahstana doživeli enako usodo kot znanstveniki iz Iraka, Libije in Sirije, ki so jim ZDA 'pomagale' postati bolj demokratične.« Leta 2012 je podprla Putinovo politiko, vendar je leta 2018 izrazila podporo Piratski stranki Rusije, ki je v opoziciji do Putina. Nekaj mesecev pred rusko invazijo na Ukrajino leta 2022 je v intervjuju na vprašanje, ali je še vedno zvesta Putinu, odgovorila, da ni ne na strani Putina in ne strani ne ruske liberalne opozicije, in ponovila, da se identificira kot komunistka.
Poleg znanosti se ukvarja tudi z verskimi temami. V svojih zapisih je izrazila prepričanje, da je bil Stalin bog znanosti in utelešenje tako egipčanskega boga Tota kot krščanskega Boga. Njena izjava spaja mistiko, filozofijo in politiko, kar kaže na njen edinstven pogled na zgodovino in ideologijo.

## Kontraverznosti
Elbakjanova je bila v konfliktu z liberalnim, prozahodnim krilom ruske znanstvene skupnosti. V enem od intervjujev je povedala, da so jo na internetu napadali 'popularizatorji znanosti', ki so podpirali liberalne poglede – ti naj bi po njenem mnenju vplivali na to, da so leta 2017 za nekaj dni v Rusiji zaprli Sci-Hub. Še posebej je bila kritična do nekdanje Fundacije Dynasty (ukinjena leta 2015) in do ljudi, povezanih z njo. Prepričana je, da je bila fundacija politično usmerjena, povezana z rusko liberalno opozicijo in da ustreza pravni definiciji "tujega agenta". Po njenem mnenju je ustanovitelj fundacije financiral raziskovalce, katerih politična stališča so se strinjala z njegovimi. Ko je Elbakjanova začela raziskovati delovanje fundacije in svoje ugotovitve objavljati na spletu, je postala tarča spletnega ustrahovanja s strani podpornikov Fundacije Dynasty.
Decembra 2019 je Washington Post poročal, da jo ameriško pravosodno ministrstvo preiskuje zaradi domnevnih povezav z rusko vojaško obveščevalno enoto GRU, ker naj bi ukradel ameriške vojaške skrivnosti obrambnih podjetij. Elbakjanova je te trditve zanikala in povedala, da Sci-Hub "ni na noben način neposredno povezan z ruskimi obveščevalnimi službami ali obveščevalnimi službami katerekoli druge države". Dodala je, da je "pomoč morda bila posredna – podobno kot pri donacijah, ki jih lahko pošlje kdorkoli; so popolnoma anonimne".  Poudarila je tudi, da "celotno kodo in oblikovanje Sci-Huba piše sama in sama tudi ureja strežnike".
8. maja 2021 je Elbakjanova objavila tvit, da je FBI Applu vročil sodni poziv, da zahteva njene podatke iz iClouda. Tvit je vključeval posnetek zaslona obvestila podjetja Apple. Tvit je delil tudi Edward Snowden, ki je komentiral: »Člani kongresa bi morali ukrepati. Novinarji bi morali postavljati vprašanja Beli hiši in Ministrstvu za pravosodje. Ustanoviteljice Sci-huba - nedvomno ene najpomembnejših strani za akademike na svetu - ne bi smeli preganjati zaradi njenega dela.«

## Priznanja in nagrade
Decembra 2016 je revija Nature uvrstila med deset oseb, ki so tistega leta najbolj zaznamovale znanost. Mnogi raziskovalci, ki uporabljajo Sci-Hub, se ji pogosto v svojih znanstvenih člankih zahvalijo v razdelku Zahvale.
Zaradi ustanovitve Sci-Huba so Elbakjanovo nekateri označili za junakinjo, med njimi tudi Nobelov nagrajenec Randy Schekman. portal Ars Technica jo je primerjal z Aaronom Swartzom, The New York Times pa z Edwardom Snowdnom. Edward Snowden je dejal, da je Sci-Hub eno najpomembnejših spletnih mest za akademike na svetu. Poimenovali so jo tudi sodobni "Robin Hood", "Robin Hood znanosti", in "piratska kraljica znanosti".
Po Elbakjanovi je poimenovanih več bioloških vrst:
- Idiogramma elbakyanae, vrsta parazitoidnih os, ki so jo leta 2017 odkrili ruski in mehiški entomologi.[95] Elbakjanova je bila zaradi tega sprva užaljena, saj je dejala, da so »pravi paraziti znanstveni založniki, Sci-Hub pa se, nasprotno, bori za enak dostop do znanstvenih informacij.«[96] Ruski entomolog ji je odgovoril, da podpira Sci-Hub in da poimenovanje ni bilo mišljeno kot žalitev.[97] V članku so zapisali, da je bila vrsta poimenovana v čast Aleksandri Elbakjan (Kazahstan/Rusija), ustvarjalki spletnega mesta Sci-Hub, kot priznanje njenemu prispevku k prostemu dostopu do znanja vsem raziskovalcem."[95]
- Brachyplatystoma elbakyani (es), izumrla vrsta soma, ki so ga argentinski paleontologi odkrili leta 2020.[98][99]
- Spigelia elbakyaniae (d), vrsta cvetoče rastline iz Mehike, odkrita leta 2020.[100][101] (Ime so sprva zapisali kot Spigelia elbakyanii, nato pa popravili v elbakyanae, ker je to pravilna oblika za poimenovanje po ženski, -iae namesto -ii ".[102]
- Amphisbaena elbakyanae, vrsta črvastega kuščarja, odkrita leta 2021.[103]
- Sibogasyrinx elbakyanae (c; d), vrsta globokomorskih polžev, ki so jo raziskovalci iz Rusije in Francije odkrili leta 2021.[104]
- Hyloscirtus elbakyanae[105]

Elbakjanova je bila dvakrat nominirana za nagrado nagrado Johna Maddoxa in se obakrat uvrstila v finalni ožji izbor. Nekateri raziskovalci menijo, da bi si zaradi svojega dela zaslužila Nobelovo nagrado. Znanstvenik za divje živali T R Shankar Raman je v intervjuju izjavil: »Nisem oboževalec Nobelovih nagrad, saj so včasih pristranske in pogosto ne prizanvajo dovolj znanstvenih prispevkov žensk. Toda glede na to, da naj bi nagrada šla tistim, ki so največ prispevali človeštvu,si jo Alexandra Elbakjan vsekakor zasluži.«
Leta 2023 je Elbakjanova prejela  Award for Access to Scientific Knowledge fundacije Electronic Frontier za svoje "ključno delo pri zagotavljanju, da tehnologija podpira svobodo, pravičnost in inovacije za vse ljudi.«

## Dela
- Elbakyan, Alexandra (24. februar 2016). »Why Sci-Hub is the true solution for Open Access: reply to criticism«.
- Elbakyan, Alexandra (20. maj 2016). »Why Science is Better with Communism? The Case of Sci-Hub«. Open Access Symposium 2016, University of North Texas.
- Elbakyan, Alexandra (2009) "Электроэнцефалограмма человека как биометрическая характеристика в системах контроля доступа" [Human EEG as a biometric feature in access control systems] Bachelor Thesis, Satbayev University.
- Elbakyan, Alexandra (2019) "Образ Духа Божьего в текстах еврейской Библии" [Image of the Holy Spirit in Hebrew Bible texts] Master Thesis, Saint Petersburg State University.